# Nemzeti Sport
Nemzeti Sport – węgierski dziennik sportowy z siedzibą w Budapeszcie. Został założony w 1903 roku. Jego nakład wynosi 22 482 egzemplarze (stan na grudzień 2020).